# Saint-Brais
Saint-Brais (toponimo francese; in tedesco Sankt Brix, desueto) è un comune svizzero di 220 abitanti del Canton Giura, nel distretto delle Franches-Montagnes.

## Monumenti e luoghi d'interesse

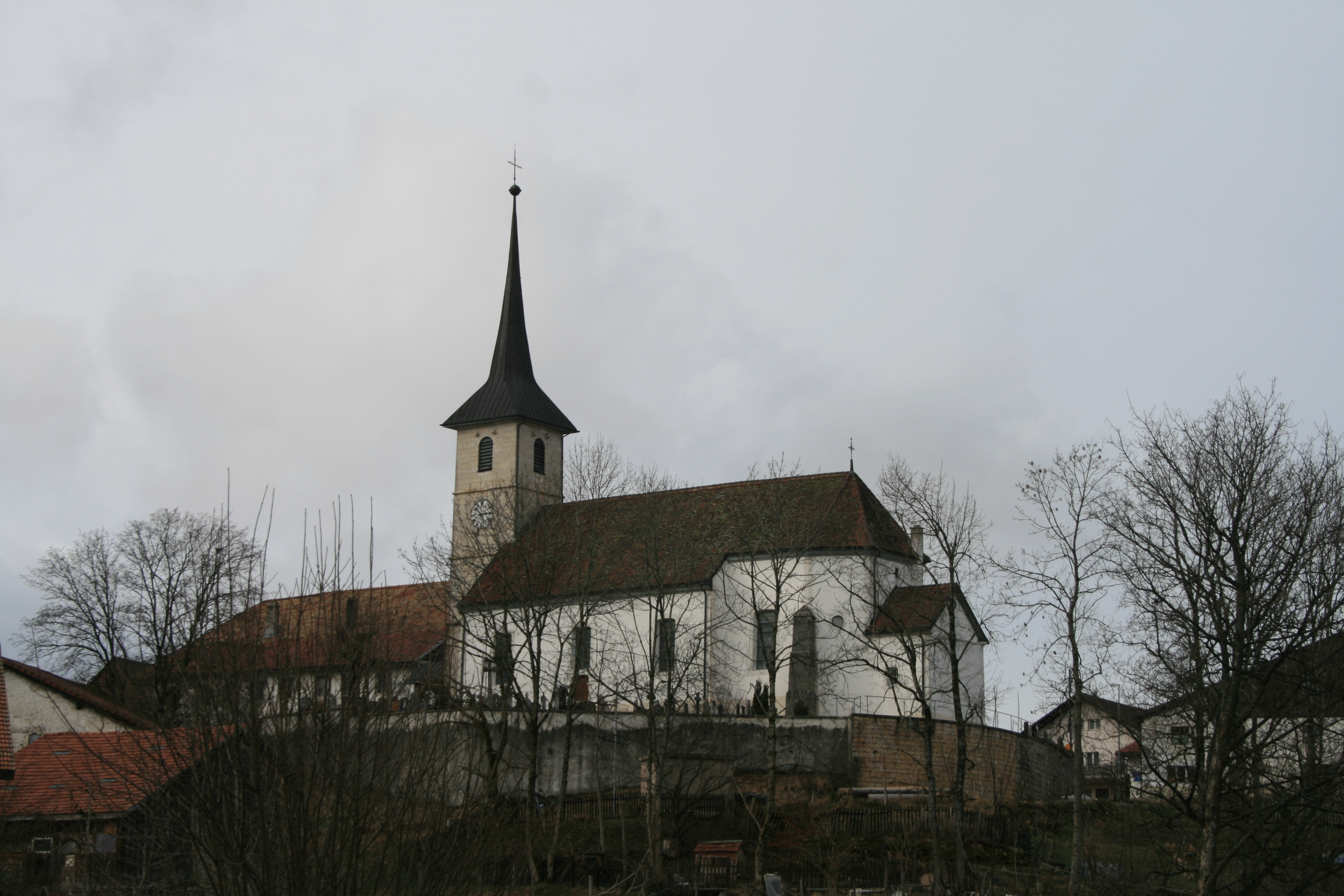
La chiesa di San Brizio

- Chiesa cattolica di San Brizio, ricostruita nel 1656 e nel 1765[1].

## Società

### Evoluzione demografica
L'evoluzione demografica è riportata nella seguente tabella:
Abitanti censiti

## Infrastrutture e trasporti

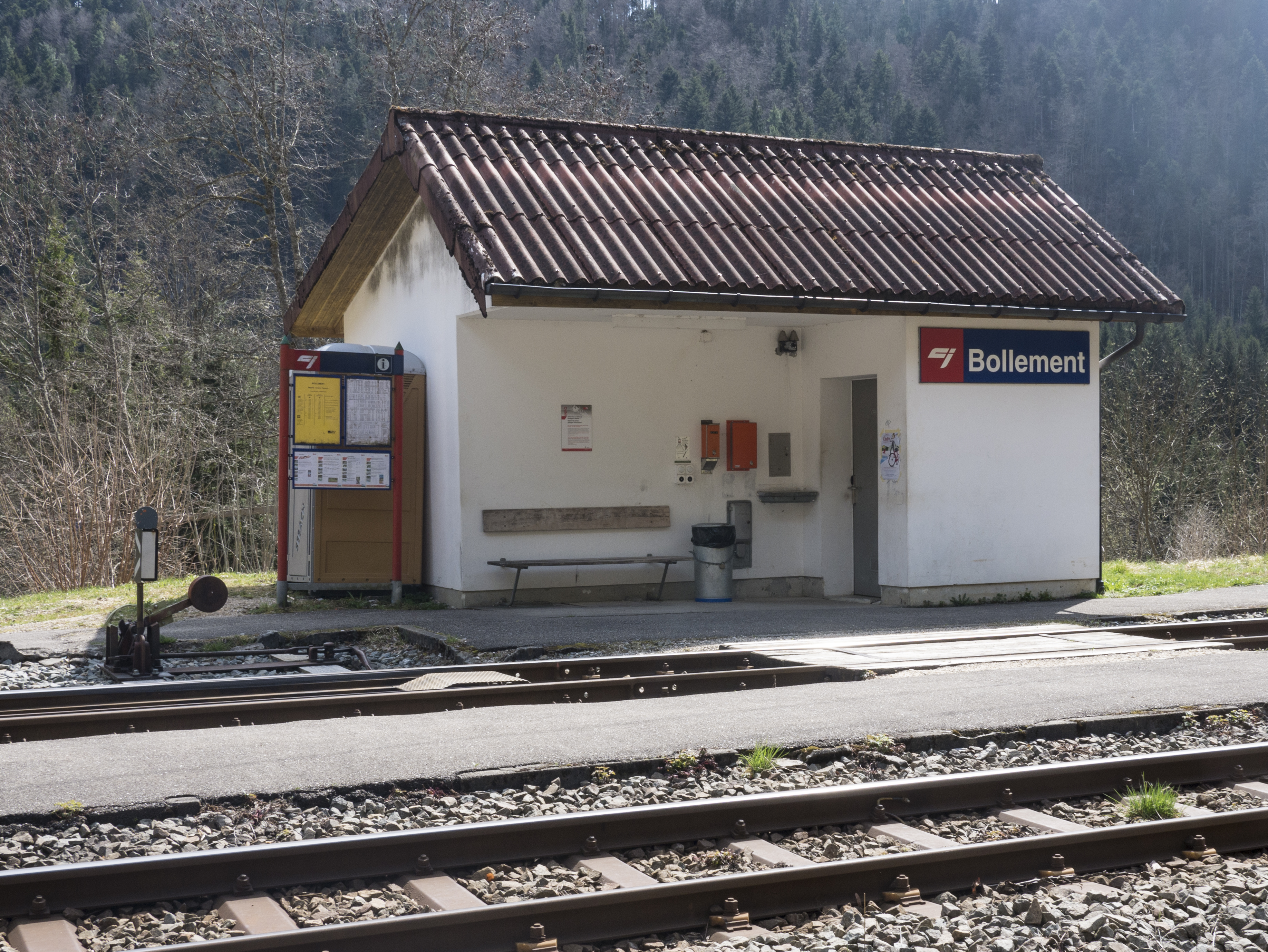
La stazione di Bollement

Saint-Brais è servito dalla stazione di Bollement sulle ferrovie Saignelégier-Glovelier e Saignelégier-La Chaux-de-Fonds.

## Amministrazione
Dalla metà del XIX secolo comune politico e comune patriziale sono uniti nella forma del commune mixte.